# 2ème Arrondissement (Porto-Novo)
Das 2ème Arrondissement ist ein Arrondissement im Departement Ouémé in Benin. Es ist eine Verwaltungseinheit, die der Gerichtsbarkeit der Kommune Porto-Novo untersteht und selbst ein Teil der beninischen Hauptstadt ist. Gemäß der Volkszählung von 2013 hatte das 2ème Arrondissement 52.571 Einwohner, davon waren 25.017 männlich und 27.554 weiblich.

## Geographie
Als Teil Porto-Novos liegt das Arrondissement im Süden des Landes.
Das 2ème Arrondissement setzt sich aus 16 Stadtteilen zusammen:
1. Agbokou Aga
2. Agbokou Bassodji Mairie
3. Agbokou Centre social
4. Agbokou Odo
5. Attakè Olory-Togbé
6. Attakè Yidi
7. Djègan Daho
8. Donoukin Lissèssa
9. Gbèzounkpa
10. Guévié Djèganto
11. Hinkoudé
12. Kandévié Radio Hokon
13. Koutongbé
14. Sèdjèko
15. Tchinvié
16. Zounkpa Houèto